# Claude Aiguesparses
Claude Aiguesparses (* 14. Juli 1949 in Saint-Mamet-la-Salvetat) ist ein ehemaliger französischer Radrennfahrer und nationaler Meister im Radsport.

## Sportliche Laufbahn
Aiguesparses war im Straßenradsport aktiv. 1964 begann er im Verein „UC Aurillac“ mit dem Radsport. Von 1972 bis 1975 war er Berufsfahrer im Radsportteam Peugeot. Danach startete er wieder als Amateur.
Mit André Corbeau, Jean-Pierre Guitard und Christian Poissenot wurde er 1971 nationaler Meister im Mannschaftszeitfahren. Weitere Siege holte er in der Tour Nivernais Morvan (mit zwei Etappensiegen), im Circuit du Cantal und im Paarzeitfahren Flèche d’Or mit Jean-Pierre Guitard als Partner 1971, in den Eintagesrennen Paris–Rouen, Paris–Auxerre und Paris–Vailly 1971, im Grand Prix de la Trinité 1976 und 1985, im Circuit des Quatre Cantons 1984, im Circuit du Cantal 1986, im Grand Prix d’Issoire 1989.
Etappensiege gelangen ihm in der Tour Nivernais Morvan 1972, in den Trois Jours du Pays Vert 1980, in der Tour de Corrèze 1984, im Circuit Nord-Allier 1986, in der Tour du Pays Vert 1987. Zweiter wurde er 1971 in der Route de France hinter Régis Ovion, in der Tour of Scotland 1971 hinter John Clewarth, bei Paris–Vierzon und im Grand Prix d’Issoire 1971, im Circuit de la Sarthe und bei Paris–Épernay 1972, in der Tour de l’Aude 1973. Dritter wurde er im Grand Prix de France 1970, in der Straßenmeisterschaft der Amateure 1971, im Circuit du Cantal, bei Paris–Vierzon (auch 1983) und in der Meisterschaft im Mannschaftszeitfahren 1972, im Grand Prix de Plouay 1974 und bei Bordeaux–Saintes 1987. In der Vuelta a España 1973 wurde er 56., 1974 49. der Gesamtwertung.